# Pflügerskreutgraben
Der Pflügerskreutgraben ist ein Bach in den Ammergauer Alpen in der Gemeinde Saulgrub im Landkreis Garmisch-Partenkirchen. Er ist etwa 4,1 Kilometer lang, hat ein Einzugsgebiet von etwa 2,7 Quadratkilometern und mündet in die Ammer.

## Verlauf
Der Pflügerskreutgraben entspringt am Hörnle etwa 350 Meter nordwestlich der Hörnlehütte auf einer Höhe von etwa 1276 m ü. NHN. Er verläuft zunächst in Richtung Nordwest und knickt hinter dem Sportplatz von Altenau nach Südwesten ab. Hier fließt der Bach zunächst durch eine Schlucht, speist in Altenau einen Löschwasserteich und verläuft dann entlang der Straße nach Unternogg in Richtung Westen. Bei der Alten Mühle knickt er scharf nach Südosten ab und mündet kurz darauf auf einer Höhe von 812 m ü. NHN von rechts in die Ammer.